# Tonsa
Tonsa – szczyt w Canadian Rockies, w paśmie górskim otaczającym Valley of the Ten Peaks. Znajduje się na granicy kanadyjskich prowincji Alberta i Kolumbia Brytyjska oraz parków narodowych Banff i Kootenay. Jego wysokość wynosi 3057 m n.p.m.
Tonsa została nazwana przez Samuela Allena w 1894 roku. W języku Indian Nakoda oznacza liczbę 4.

## Źródła
- Tonsa. peakfinder.com. [zarchiwizowane z tego adresu (2015-09-19)].